# Бабенко, Владимир Дмитриевич
Влади́мир Дми́триевич Бабе́нко (20 января 1931, Мошуров, Тальновский район — 24 апреля 1996, Тамбов) — глава администрации Тамбовской области (1991—1995). Главный врач Тамбовской областной больницы. Народный депутат РСФСР.

## Биография
Родился в семье служащего 20 января 1931 года в селе Мошурово Тальновского района Черкасской области (ныне — Украина). Детские и юношеские годы прожил в селе Канищево Рязанской области.
В 1957 году окончил Рязанский медицинский институт. По окончании работал хирургом Рузаевской городской больницы в Мордовской АССР.
В 1960 году переехал в Тамбов. С 1960 по 1973 год — врач-уролог Тамбовской областной больницы. С 1973 по 1977 год — заведующий урологическим отделением 2-й городской больницы. С 1977 по 1991 год — главный врач Тамбовской областной больницы.
За 13 лет на посту главного врача Тамбовской областной больницы были построены 4 новых корпуса, общежитие для медицинского персонала. Открыты отделения терапевтической и хирургической нефрологии, два кардиологических отделения.
В 1990—1993 годах — народный депутат РСФСР.
С декабря 1991 по март 1995 года — глава администрации Тамбовской области.
Умер 24 апреля 1996 года в Тамбове. Похоронен на Воздвиженском кладбище Тамбова.

## Награды и звания
- Заслуженный врач РСФСР
- орден Дружбы народов
- медали

## Память
- 22 ноября 2013 года постановлением областной Думы областной больнице присвоено имя Бабенко Владимира Дмитриевича[2].